# مرسدس-بنز کلاس-سی

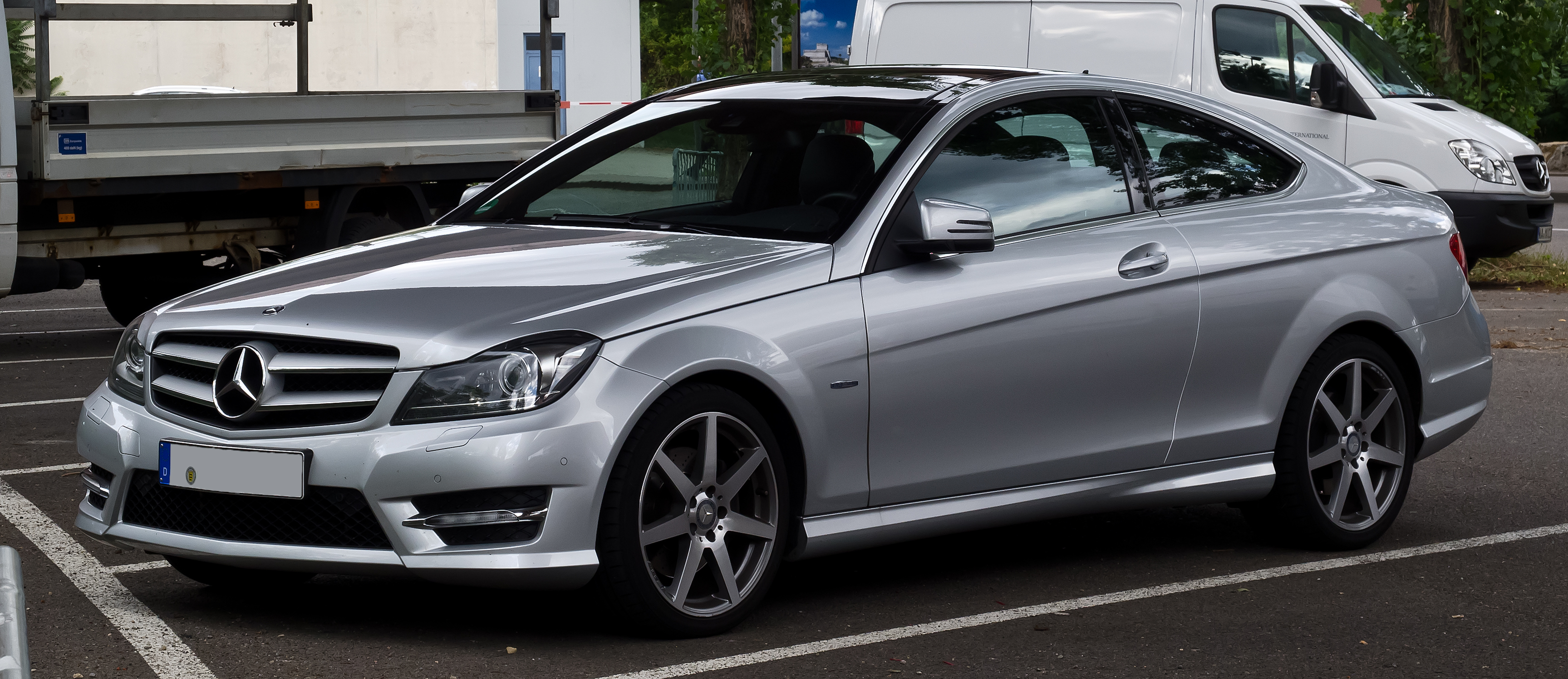

مرسدس-بنز کلاس-سی (Mercedes-Benz C-Class) خودرویی است که در سال‌های ۱۹۹۳–کنون در ایران (سابق)، مصر، قطر، اندونزی، برمن، آلمان، آفریقای جنوبی، برزیل، آلمان، تایلند، تولید شده‌است. طراحی آن موتور جلو، توزیع نیروی پیشران بوده‌است. این خودرو تا سال ۱۹۹۷ که مرسدس بنز کلاس ای عرضه شد، این مدل کوچکترین مدل مرسدس بنز بود. نسل اول این مدل (دبلیو ۲۰۲) جایگزین مرسدس بنز ۱۹۰ (دبلیو ۲۰۱) شد. نسل دوم کلاس ای (دبلیو ۲۰۳) در سال ۲۰۰۰ و نسل سوم (دبلیو ۲۰۴) در سال ۲۰۰۷ به بازار آمد.
این مدل در ابتدا تنها به صورت سدان و استیشن به بازار عرضه شد اما نسل سوم آن به صورت دودر کوپه هم ساخته شد که بعداً به مرسدس بنز کلاس سی‌ال‌سی تغییر نام داد. نسل چهارم از اواخر سال ۲۰۱۴ به بازار عرضه می‌شود و برای اولین بار قوای محرکهٔ هیبرید بنزینی-الکتریکی دارد.
کوچکترین سدان‌های تولیدی کمپانی مرسدس بنز در کلاس C قرار می‌گیرند که از سال ۱۹۹۳ تاکنون تولید می‌شوند. از این کلاس تنها مرسدس بنز C200 به ایران وارد شده که به لحاظ ظاهری به سری S مدل ۲۰۱۴ شباهت دارد. این خودرو به لحاظ ظاهری با وجود طراحی ساده، با استفاده صحیح خطوط برجسته، نمایی خاص را به نمایش می‌گذارد. در طراحی این خودرو تناسب اجزا هم در نمای روبرو هم در قسمت عقب دیدنی است. بنز C200 به پیشرانه ۲ لیتری توربوشارژر با قدرت ۱۸۴ اسب بخار و گشتاور ۳۰۰ نیوتن متر مجهز است که نیروی خود را از طریق یک گیربکس ۷ سرعته اتوماتیک به چرخ‌های عقب منتقل می‌کند.
همچنین این خودرو از شیفتر مخصوصی در پشت فرمان برخوردار است که امکان تعویض دنده به صورت دستی را نیز به راننده می‌دهد. به پشتوانه این پیشرانه قدرتمند و گیربکس منحصر به فرد آن، شتاب صفر تا ۱۰۰ کیلومتر مرسدس بنز C200 حدود ۷٫۳ ثانیه و بیشینه سرعت آن نیز ۲۳۷ کیلومتر بر ساعت است. این خودرو از امکاناتی نظیر ۹ کیسه هوای ایمنی، دوربین دید عقب، سیستم پارک هوشمند، دوربین ۳۶۰ درجه، سیستم هشدار خروج از خط و ترمز خودکار برخوردار است.